# Wilfried Niflore
Wilfried Niflore est un footballeur français né le 29 avril 1981 à Toulouse, évoluant au poste d'attaquant dans le football professionnel entre 2002 et 2014. Il est devenu ensuite entraîneur dans divers clubs semi-professionnels.

## Biographie
Après avoir fait ses premières armes en jeunes à l'AS Toulouse Mirail puis au Toulouse Fontaines Club, Niflore entre au centre de formation du Toulouse à 16 ans. Quelques mois plus tard, il signe son premier contrat professionnel et dispute ses premiers matches avec le TFC (évoluant en National) lors de la saison 2001-2002. Grâce à leur 4e place finale, les Pitchounes accèdent à la 2e Division. Après cette saison à 23 matches et 3 buts, le jeune attaquant n'est pas conservé par son club et rejoint les rangs de l'AS Cannes, autre club du championnat National durant l'été 2002. 
Après deux saisons plutôt réussies (52 matches et 18 buts) pour le club de la Côte d'Azur, Niflore part à Tours à l'orée de la saison 2004-2005. Dans ce club de 3e Division, le Toulousain marque 9 buts en 30 rencontres. Quelques mois plus tard, il signe au FC Gueugnon club de milieu de tableau de 2e division. Avec les Forgerons, il inscrit la bagatelle de 23 buts en 72 matches. En décembre 2008, après deux saisons et demie sur les bords de l'Arroux, il décide de s'exiler et s'engage avec Litex Lovetch en Bulgarie.
Il fait ses débuts avec Lovetch le 1er mars 2008 face au CSKA Sofia. Le 8 mars, il marque son premier but sous ses nouvelles couleurs contre le Vihren Sandanski. Profitant du départ du buteur Emil Angelov à Denizlispor en Turquie, il devient la première arme offensive de l'équipe.
Wilfried Niflore finit le championnat 2009-2010 comme meilleur buteur de D1 Bulgare avec 19 buts en 27 matches. Lors de la saison 2010-2011, il marque dans la première moitié de championnat 6 buts en 12 apparitions. Finisseur hors pair de ce championnat, il n'a jamais marqué les esprits en France que ce soit à Toulouse, Cannes, Tours ou Gueugnon...
Niflore revient toutefois en France, à Nîmes, en janvier 2011. À la fin de la saison, les Gardois terminent premier du classement et accèdent à la Ligue 2. Malgré 14 apparitions sous le maillot des Crocos, le Toulousain n'inscrit qu'un seul but cette année-là. Fin janvier 2013, il est prêté pour le reste de la saison au Paris FC. Il n'est pas conservé par le club gardois à l'issue de la saison.
En septembre 2013, il s'engage avec l'Amicale sportive Muret football. 
Il est nommé entraineur du SO Châtellerault, club évoluant dans le championnat de France de National 3, le 30 mai 2024. 

## Carrière
- 2001-2002 : Toulouse FC ( France, Nat.)
- 2002-2004 : AS Cannes ( France, Nat.)
- 2004-2005 : Tours FC ( France, Nat.)
- 2005-jan.2008 : FC Gueugnon ( France, L2)
- jan.2008-jan.2011 : Litex Lovetch ( Bulgarie, D1)
- jan.2011-juin 2013 : Nîmes Olympique ( France, L2)
  - jan. 2013-juin 2013 : Paris FC ( France, Nat.)
- Septembre 2013 : AS Muret[2]

## Palmarès
- Coupe de Bulgarie : 2008 et 2009
- Championnat de Bulgarie : 2010
- Supercoupe de Bulgarie : 2010
- Meilleur buteur du championnat de Bulgarie 2009-2010 avec le Litex Lovech

## Statistiques
À l'issue de la saison 2010-2011
- 76 matchs et 23 buts en Ligue 2
- 105 matchs et 30 buts en National
- 72 matchs et 38 buts en 1re division bulgare
- 4 matchs et 1 but en Ligue des Champions
- 8 matchs et 2 buts en Coupe de l'UEFA / Ligue Europa